# مالين شفيرتفيجر
مالين شفيرتفيجر (Malin Schwerdtfeger) (ولدت في بريمن في 27 ديسمبر 1972 م) هي كاتبة روائية ألمانية.

## حياتها
درست مالين اللغة اليهودية وآدابها وكذلك العلوم الإسلامية في برلين. بدأت الكتابة الأدبية وخاصة القصصية في منتصف التسعينيات، ونشرت كتابتها في الصحف. ولقيت مجموعة قصصها الأولى «فتيات طائشات»، وكذلك روايتها الأولى «مقهى ساراتوجا»، التي تحكى قصة عائلة بولندية مهاجرة من وجهة نظر فتاتين مراهقتين من تلك العائلة، نال هذان العملان النجاح والتقدير لدى النقاد والقراء.
والكاتبة تقيم حاليا في برلين.

## من أعمالها
- فتيات طائشات 2000 (مجموعة قصصية)
- مقهى ساراتوجا 2001 (رواية)
- ديلفي 2004 (رواية)

## روابط خارجية
- مالين شفيرتفيجر على موقع IMDb (الإنجليزية)
- مالين شفيرتفيجر على موقع مونزينجر (الألمانية)